# Pałac w Kurozwękach
Pałac w Kurozwękach – zabytkowy pałac we wsi Kurozwęki. 
Pierwotnie zamek zbudowany w XIV w., przebudowa na pałac w drugiej połowie XVIII w. Z przebudowy wieży bramnej w latach 1768-72 powstało skrzydło pałacowe zwieńczone półkolistym szczytem (frontonem) z dwoma medalionmi zawierającymi herby Anny z Rawiczów Dembińskiej, która wyszła w 1752 za generała Macieja Sołtyka.
Obiekt wybudowany w drugiej połowie XIV/XV w. przebudowany w XVII w. oraz na pałac w drugiej połowie XVIII w. jest częścią zespołu pałacowego, w skład którego wchodzą jeszcze:
- pawilon wschodni z 1770
- pawilon zachodni z  1770, przebudowany po 1980
- budynek administracji z pierwszej połowy XIX w.
- brama wjazdowa z 1770
- park z XVIII w., zmieniony w  latach 1811-20, 1859-73
- spichlerz z  początku XIX w.
- oficyna mieszkalno-gospodarcza z początku XIX w.[3][1].

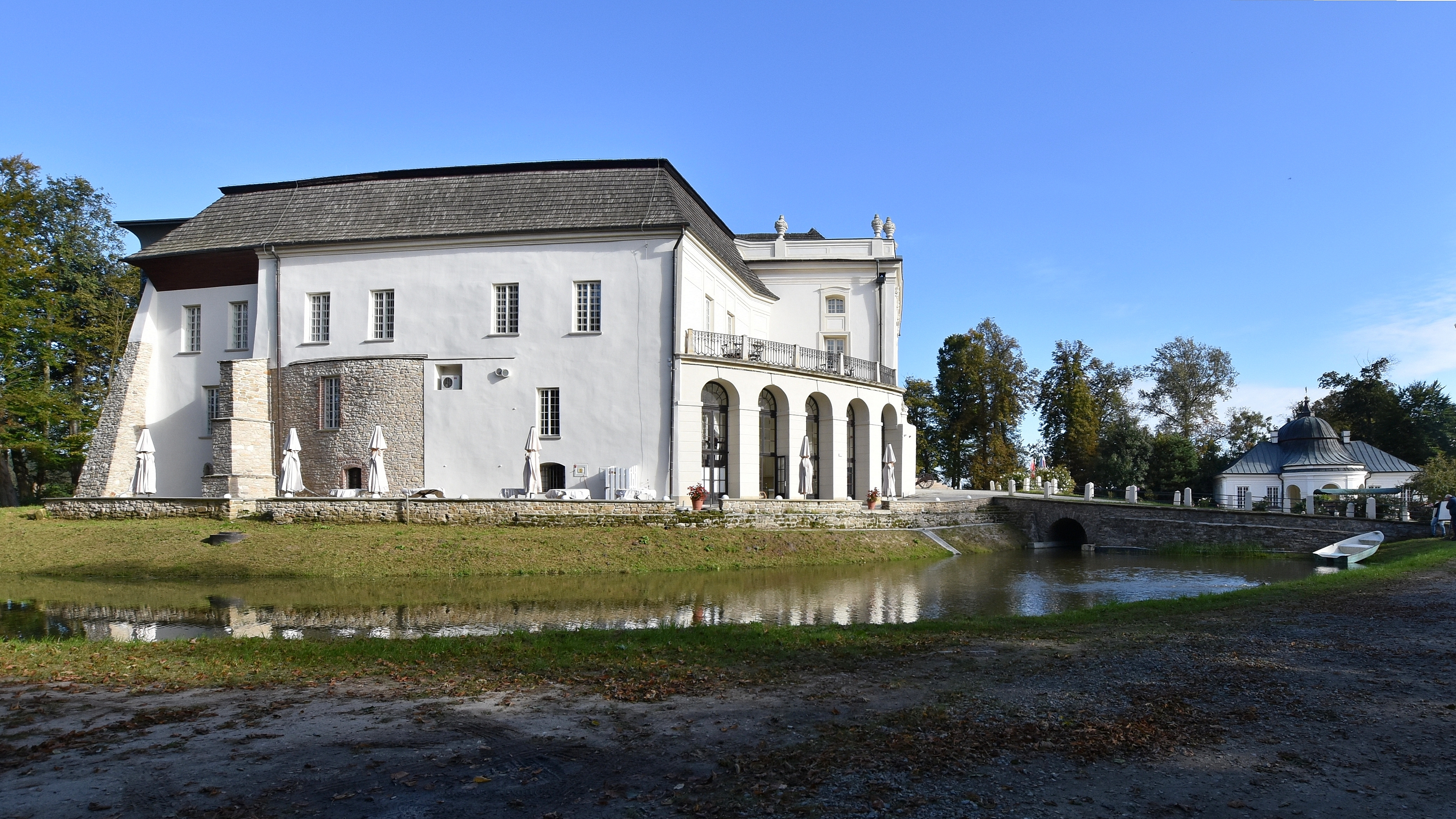
Pałac, elewacja boczna
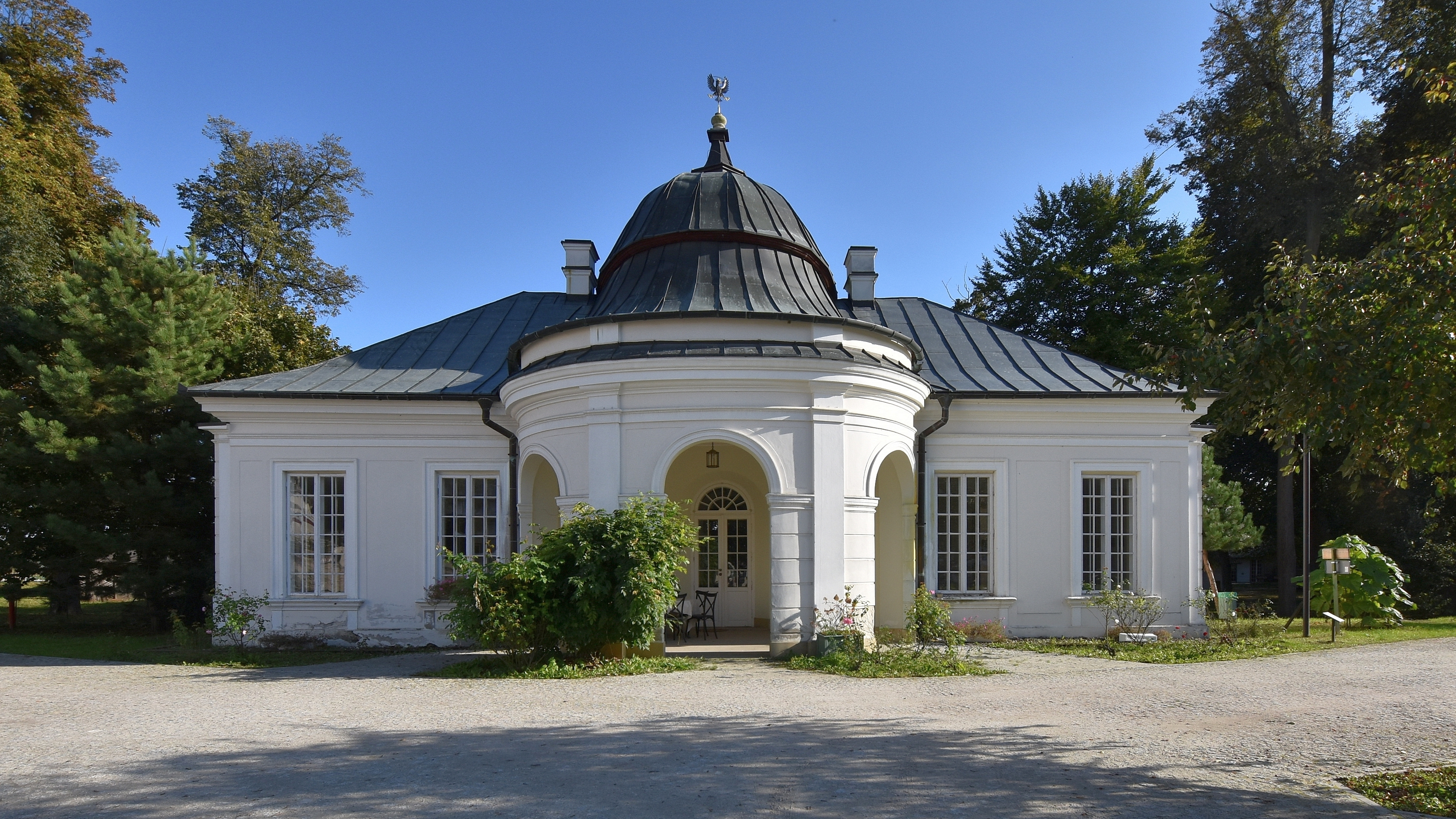
Pawilon wschodni
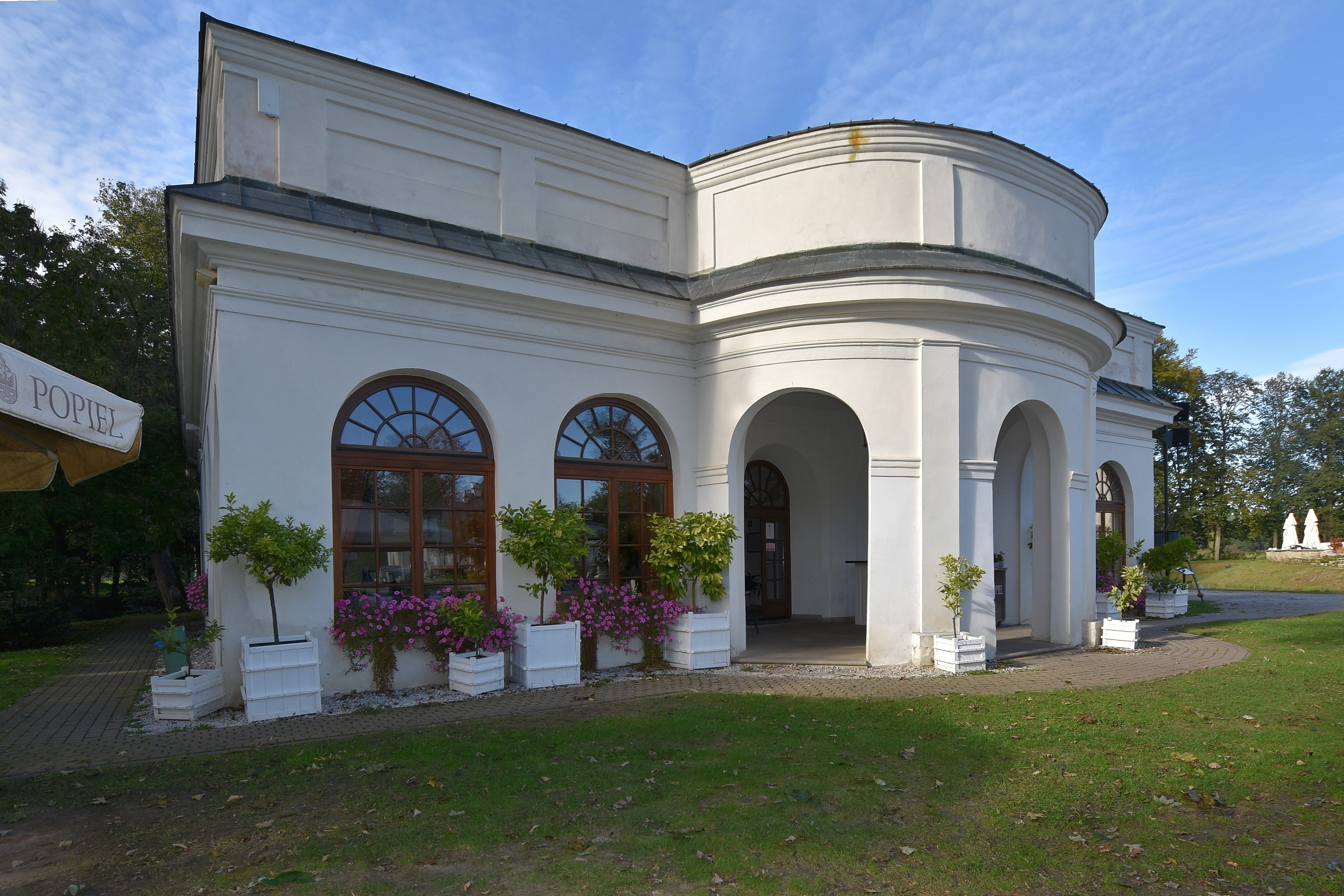
Pawilon zachodni
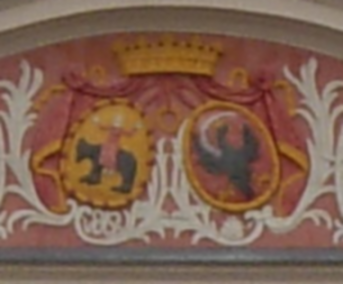
Herb A. Dembińskiej i Macieja Sołtyka
Herb Anny Dembińskiej
Herb Macieja Sołtyka